# Berlin-traktaten (1878)
 For alternative betydninger, se Berlin-traktaten. (Se også artikler, som begynder med Berlin-traktaten)
Berlin-traktaten var en fredsaftale, der markerede den endelige afslutning på Berlinkongressen (13. juni-13. juli 1878), hvor Storbritannien, Østrig-Ungarn, Frankrig, Tyskland, Italien, Rusland og det Osmanniske Rige reviderede San Stefano-traktaten fra 3. marts samme år. Traktaten tilbagerullede nogle af de store territoriale udvidelser af primært Ruslands allierede Bulgarien, som Rusland havde fået etableret i San Stefano-traktaten. Ottomanerne mistede stadig størstedelen af deres landbesiddelser i Europa.
Det vigtigste spørgsmål på kongressen var at beslutte skæbnen for det reetablerede kongerige Bulgarien. Det er interessant at bemærke, at Bulgarien var udelukket fra at deltage i konferencen, og dermed ikke selv kunne influere resultatet. Dette var grundet russiske krav. Derudover var nævneværdige resultater den officielle anerkendelse af staterne Rumænien, Serbien og Montenegro, der de facto på daværende tidspunkt havde opført sig som selvstændige nationer, men som ikke havde været anerkendt som sådan.

## Vilkår i traktaten
Traktaten anerkendte formelt selvstændigheden af de de facto suveræne fyrstedømmer Rumænien, Serbien og Montenegro. Derudover fastslog traktaten autonomien af Bulgarien, selvom resultatet de facto blev at Bulgarien blev inddelt i tre dele som fungerede uafhængigt af hinanden: Fyrstedømmet Bulgarien, den autonome provins Østrumelien og Makedonien, som blev givet tilbage til ottomanerne. Denne inddeling gjorde dermed en ende på de russiske planer for et uafhængigt og russofilt Storbulgarien.
Derudover fastslog traktaten russisk herredømme over hovedparten af de besiddelser der allerede var aftalt i San Stefano-traktaten, dog med undtagelse af enkelte områder i den østlige del af det nuværende østlige Tyrkiet. Spørgsmålene om herredømme over besiddelserne i den østlige del af det nuværende Tyrkiet blev generelt først endeligt fastlagt med Konstantinopel-traktaten af 1879 året efter Berlin-traktaten. Derudover, trods anker fra de rumænske delegerede, blev Rumænien tvunget til at overdrage det sydlige Bessarabien til Rusland. Som kompensation fik Rumænien dog Dobruja og Donau-deltaet.

## Efterspil
De tre nyligt selvstændige stater valgte efterfølgende at udråbe sig selv som kongedømmer. Dette skete i 1881 for Rumænien, 1882 for Serbien og 1910 for Montenegro. Bulgarien erklærede fuld selvstændighed i 1908 efter det var blevet forenet med Østrumelien i 1885.
Det Osmanniske Rige beholdt enkelte områder i Balkan, herunder Kosovo og Bosnien, der beholdt status som vilajet i emperiet. Det var dog et krav at Østrig-Ungarn havde lov til at opretholde en militær tilstedeværelse i Bosnien og dele af Kosovo og Serbien i den sandjak der hed Novi Pazar. Bosnien var fra denne traktat reelt besat af Østrig-Ungarn, selvom det formelt hørte under det Osmanniske Rige. Østrig-Ungarn annekterede Bosnien i 1908, hvilket var udslagsgivende for udbruddet af Bosnienkrisen - en større europæisk krise der var med til at forstærke alliancerne forud for Første Verdenskrig.
Berlin-traktaten har fået særlig juridisk status i nogle religiøse grupper og var i øvrigt brugt som en slags skabelon til de efterfølgende minoritets traktater som Folkeforbundet krævede at alle medlemmer ratificerede. Årsagen til den særlige status er blandt andet at traktaten stipulerede, at Rumænien skulle anerkende ikke-kristne (som muslimer og jøder) som borger med alle de samme rettigheder som kristne borgere.